# Tout chante autour de moi
Pour plus de détails, voir Fiche technique et Distribution.
Tout chante autour de moi est un film français réalisé par Pierre Gout, sorti en 1954.

## Synopsis
Georges est un compositeur amoureux d'Anne-Marie, une aveugle. Tous deux décident de vivre ensemble à Paris. Anne-Marie a la chance de retrouver la vue et devient chanteuse. Après quelque temps, Georges connait à son tour le succès...

## Fiche technique
- Titre français : Tout chante autour de moi
- Réalisation : Pierre Gout
- Scénario : Maurice Juven, Jacques Celhay et Maurice Beaufils
- Décors : Louis Le Barbenchon
- Musique : Daniel White
- Production : Émile Darbel
- Société de production : Eole Productions
- Pays de production :  France
- Format : Noir et blanc - 1,37:1 - 35 mm - Son mono
- Genre : comédie dramatique
- Durée : 87 minutes
- Date de sortie :
  - France : 1er novembre 1954
- Affiche : Duccio Marvasi (France)

## Distribution
- Marcel Mouloudji : Georges
- Christine Carère : Anne-Marie
- Pierre Mondy : Paul Nollier
- Florence Fouquet : Marthe Nollier
- Alain Bouvette
- Michel Piccoli : Reverdier
- Lucien Raimbourg
- Jacques Ciron
- Marcel Mérovée